# Las islas
Las islas es el nombre coloquial de un jardín público de la Ciudad Universitaria (CU) de la Universidad Nacional Autónoma de México. Llamado originalmente Campus Central, se encuentra en su conjunto principal junto a la Torre de Rectoría, la Biblioteca Central y otros edificios.

## Descripción

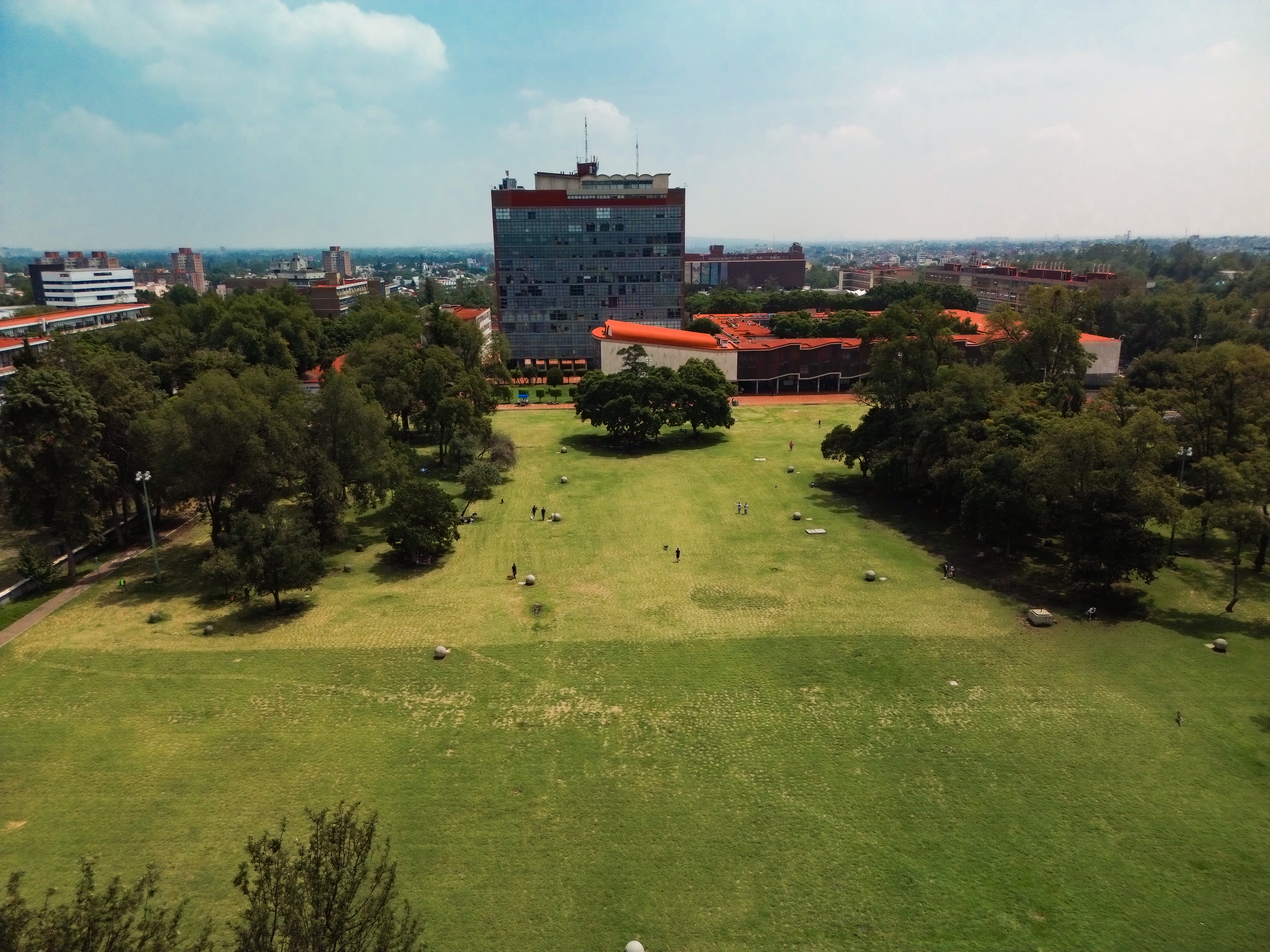
Vista aérea de Las islas.

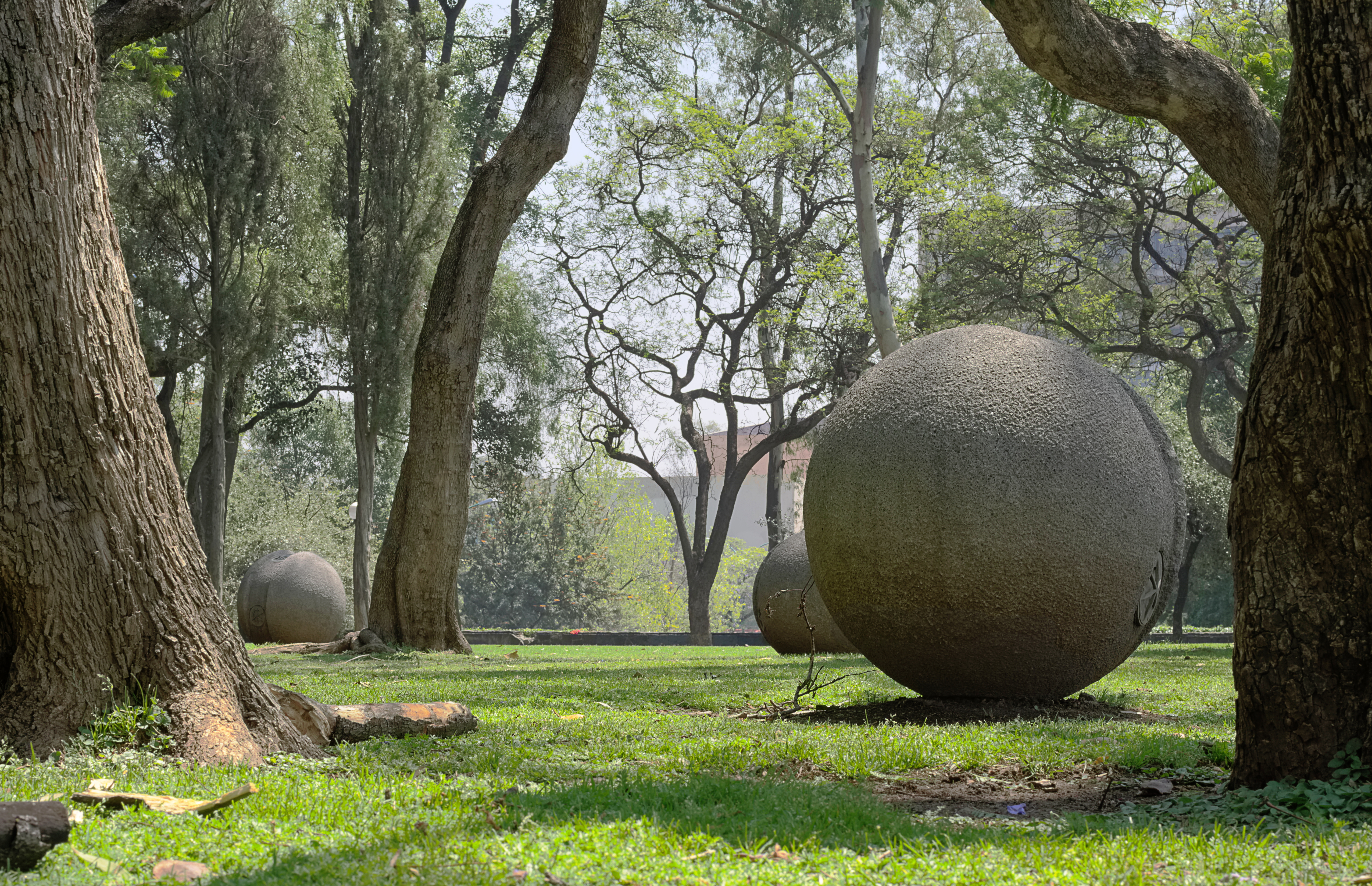
Esferas de concreto ubicadas en Las islas

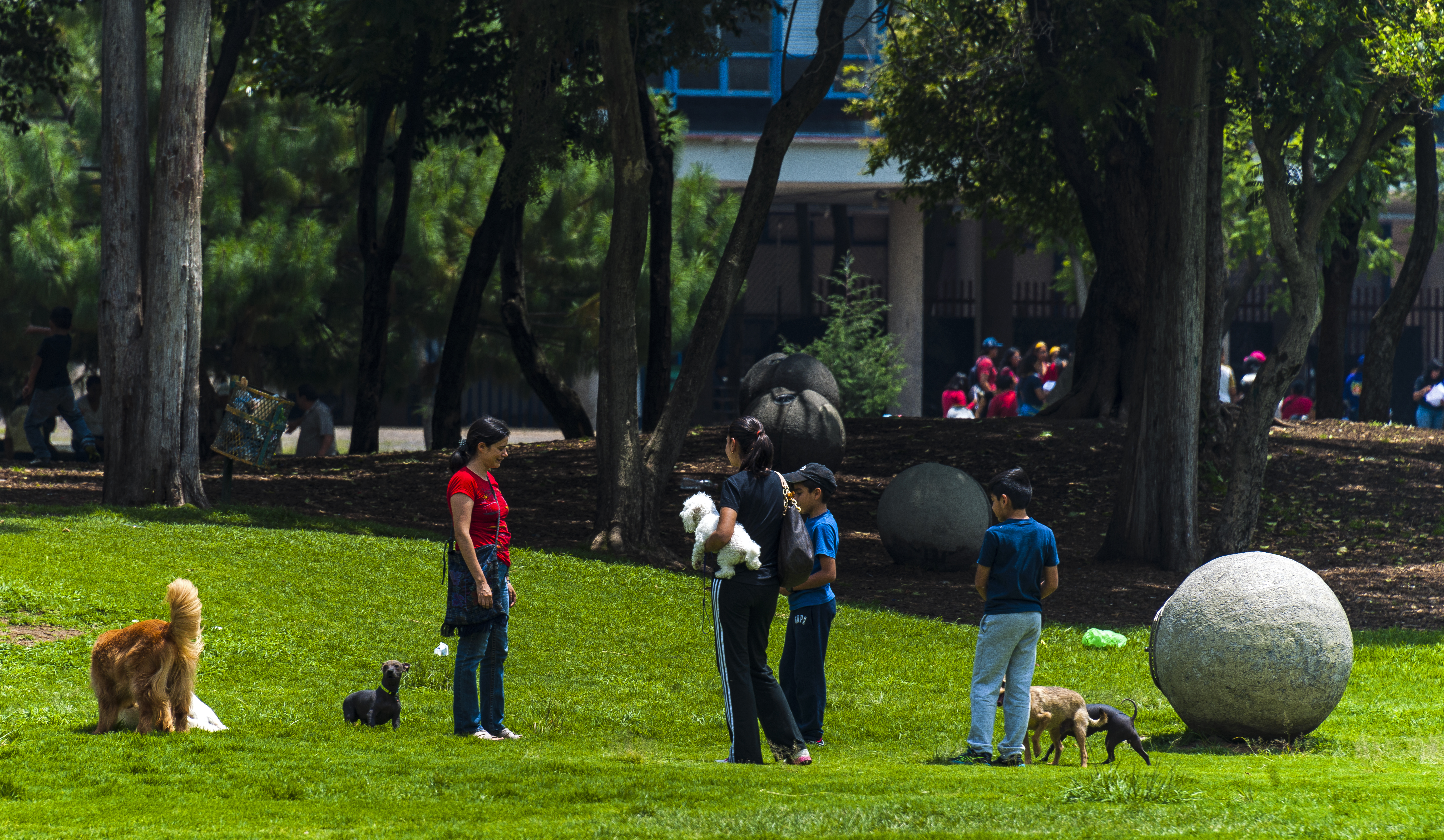
Personas paseando a sus perros en el espacio.

Las islas son una explanada abierta de 180 por 360 metros con un enorme espacio con jardines y árboles rodeado por edificios. Están limitadas al norte por el edificio de las facultades de Filosofía y Letras y Derecho; al este por la Torre II de Humanidades y la Escuela Nacional de Lenguas, Lingüística y Traducción. Al sur, las facultades de Ingeniería, Arquitectura y las oficinas de la Dirección General de Orientación y Atención Educativa (DGOSE). Al oeste, por el conjunto de la Torre de Rectoría, el Espejo de Agua, la Biblioteca Central y el edificio que incorpora el Museo Universitario de Ciencias y Arte y unas cajas para distintos cobros estudiantiles.
Las islas cuentan con distintos elementos funcionales con el fin de dar tránsito a las personas que usan el espacio. Delimitan el conjunto pavimentos que marcan la separación entre los edificios que lo rodean y el espacio con pasto. La conexión entre las islas y el conjunto de la Torre de Rectoría y la Biblioteca Central se da mediante la estructura denominada Espejo de Agua, una enorme piscina, y una escalinata que remite a la arquitectura mesoamericana. Cuenta con cuatro espacios arbolados con jacarandas, álamos y fresnos.

## Historia
El espacio fue denominado por los arquitectos planificadores de la CU como «Campus Central» o «Gran Plaza», aunque el nombre se dio por extensión a todo el campus. Desde un inicio el espacio fue planeado para la convivencia y reunión de la comunidad estudiantil, sugiriendo usar la lava del Pedregal de San Ángel donde se estableció el conjunto, para construir estructuras que permitieran dicha convivencia así como la incorporación de flora local. El diseño del paisaje de la Ciudad Universitaria fue encargado a Luis Barragán.
Juan Benito Artigas sugiere que el apodo «islas» le fue dado coloquialmente por los cuatro montículos que tiene en distintos espacios. El edificio que ocupa en la actualidad la DGOSE fue denominado Club Central, y tenía el objetivo de ser una cafetería. En el espacio frente a la Torre de Rectoría existió una escultura dedicada a Miguel Alemán Valdés, obra de Ignacio Asúnsolo, misma que fue inaugurada en 1952 y fue dinamitada en protesta en varias ocasiones hasta dañarla irreversiblemente.
En Las islas se realizan actividades estudiantiles, culturales, científicas y políticas como marchas y mítines. Distintos movimientos estudiantiles han ocupado el espacio para su organización y desarrollo. En el caso de 1968, la explanada fue usada para la realización de asambleas, mítines y conciertos. El 25 de agosto se realizó el Festival Estudiantil, una actividad artística que involucró entre otras actividades, la participación del Comité de Lucha de Artistas intelectuales, mismos que realizaron el Mural efímero, una obra artística que protegía la dañada escultura en la que participaron Manuel Felguerez, Adolfo Mexiac, Fanny Rabel, Ricardo Rocha, Francisco Icaza, Lilia Carrillo y José Luis Cuevas así como un concierto de Óscar Chávez. El 15 de septiembre de 1968 los comités estudiantiles organizaron una verbena popular que fue encabezada por Heberto Castillo, quien dio el tradicional Grito de independencia ante cientos de personas.
Para la Huelga estudiantil de la UNAM de 1999 y 2000, luego de declararse la toma de instalaciones el 20 de abril de 1999, el entonces rector Francisco Barnés de Castro y personas afines a la rectoría realizaron un mitin en Las islas donde exigieron la devolución de la UNAM al Consejo General de Huelga (CGH), declarando que estaba preparado para «una huelga larga». El CGH realizaría en ese mismo espacio, un festival infantil con motivo del Día del Niño el 30 de abril de ese año.
En marzo de 2001, en el contexto de la Marcha del color de la tierra, simpatizantes del Ejército Zapatista de Liberación Nacional instalaron el llamado «Aguascalientes Espejo de Agua», con el fin de recibir a la Comandancia Zapatista en un mitin que congregó a 60 mil personas el 21 de marzo de 2001.
En 2012 el movimiento YoSoy132 ocupó el espacio de Las islas con el fin de fundar la primera estructura organizativa de las universidades participantes del movimiento, entre ellas la Universidad Iberoamericana, la UNAM, el Instituto Politécnico Nacional, la Universidad Autónoma Metropolitana (UAM) y la Universidad Pedagógica Nacional, derivando de ello la conformación de la Coordinadora Universitaria de dicho movimiento.
El 28 de noviembre de 2017, la vocera representante indígena del Consejo Nacional Indígena para las Elecciones federales de 2018, María de Jesús Patricio Martínez Marichuy fue recibida en un mitin a un costado de la Biblioteca Central.